# Fredrika-Bremer-Förbundet

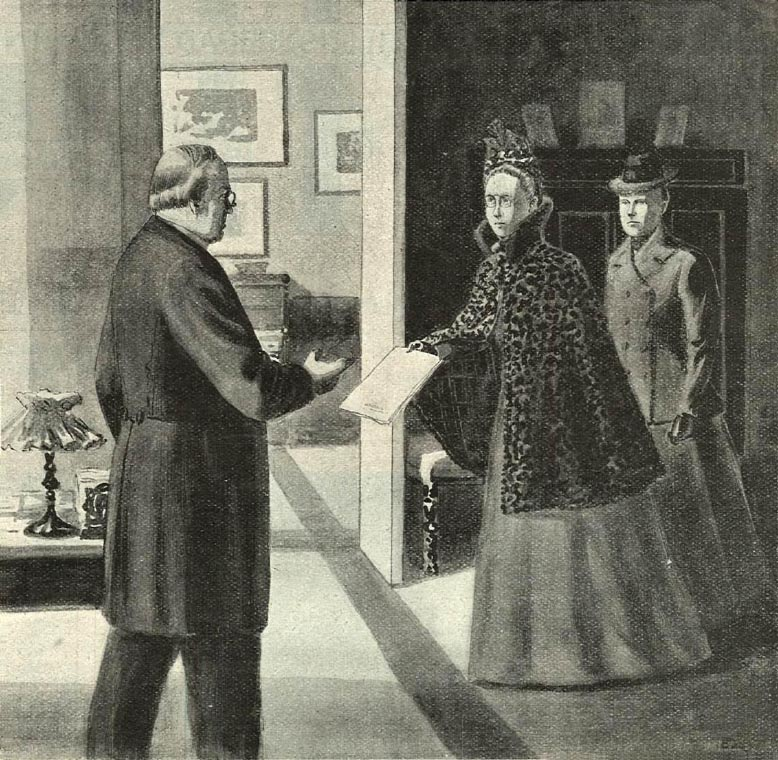
Agda Montelius und Gertrud Adelborg überreichen 1899 dem Premierminister Erik Gustaf Boström die Petition für das Frauenwahlrecht.

Der Fredrika-Bremer-Förbundet (FBF) ist Schwedens älteste Frauenrechtsorganisation. Seit seiner Gründung setzt sich der Verein für die Gleichstellung von Frauen und Männern in Familie, Beruf und Gesellschaft ein. Der FBF ist überparteilich, religiös unabhängig und steht sowohl Frauen als auch Männern offen.

## Aktivitäten
Der Verein besteht aus mehreren Ortskreisen und Kreisverbänden, die in ganz Schweden vertreten sind und eine Reihe unterschiedlicher Programme und Aktivitäten anbieten. Er arbeitet dabei mit anderen Organisationen auf nationaler und internationaler Ebene zusammen und ist Anlaufstelle für Gleichstellungsfragen. In Form von Zuschüssen und Stipendien aus einer Vielzahl von Fonds und Stiftungen werden Projekte und Arbeiten gefördert. Der Verein stellt einen Vertreter im Gleichstellungsrat der schwedischen Regierung und ist Mitglied der International Alliance of Women.

## Geschichte

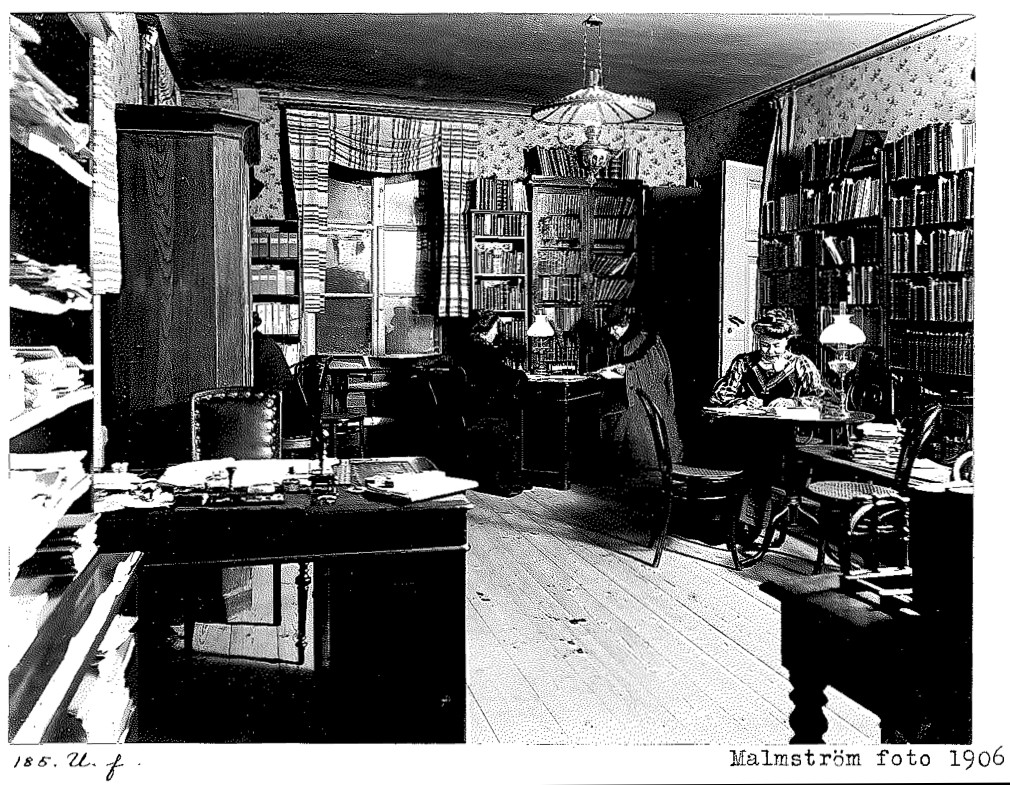
Büro in der Drottninggatan 54 in Stockholm (1906).

Der Verein wurde 1884 von Sophie Adlersparre gegründet und nach der Schriftstellerin und Frauenrechtlerin Fredrika Bremer benannt.
Der Zweck der Organisation bestand darin, Frauen über ihre Rechte zu informieren und sie zu ermutigen, diese zu nutzen. Bei der Gründung ging es beispielsweise darum, Frauen über ihr Recht zu informieren, in den Vorständen öffentlicher Institutionen zu sitzen oder ab einem bestimmten Einkommen, an Kommunalwahlen teilzunehmen. Bis 1890 fungierte das Büro der Organisation in Stockholm als Arbeitsvermittlung für Frauen aus der Mittelschicht und bot Frauen juristische, wirtschaftliche und medizinische Beratung an. Damals wurde auch festgestellt, dass viele Frauen dorthin kamen, um sich über die Bewegung für das Frauenwahlrecht zu informieren.
Im Jahr 1899 legte eine Delegation des FBF dem Premierminister Erik Gustaf Boström einen Vorschlag zum Frauenwahlrecht vor. An der Spitze der Delegation stand Agda Montelius, begleitet von Gertrud Adelborg, die die Forderung verfasst hatte. Dies war das erste Mal, dass die schwedische Frauenbewegung selbst offiziell eine Forderung nach einem Wahlrecht stellte.

## Veröffentlichungen

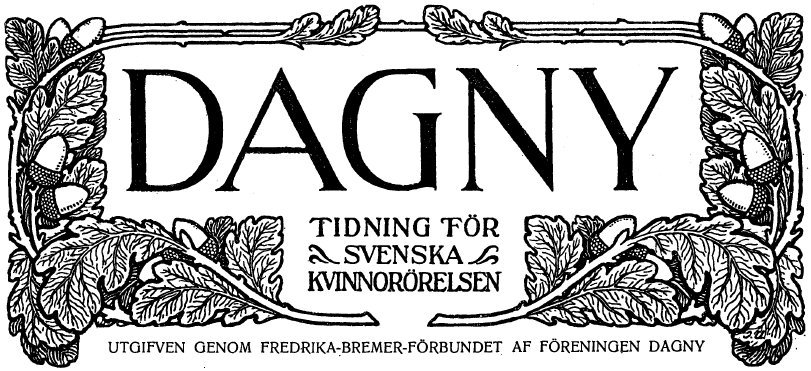
Kopf des Zeitschriftentitelblattes (1909)

Der FBF gab die Frauenzeitschrift Dagny heraus, die 1886 die Nachfolge von Adlersparres Home Review antrat. Seit 1914 wird das Magazin unter dem Namen Hertha veröffentlicht.